# Переверзєв Іван Афанасійович
Переверзєв Іван Афанасійович (1745 — † 1794, Харків) — директор училищ Харківського Намісництва, дослідник історії та статистики Слобожанщини. Педагог, з 1780 директор Харківського народного училища.

## Твори
- Топографическое описаніе Харьковскаго намѣстничества съ историческимъ предувѣдомленіемъ о бывшихъ въ сей странѣ съ древнихъ временъ перемѣнахъ, взятымъ къ объясненію дѣяній и хронологіи из Татарской исторіи Баядур-Хана-Абулгадзи, Россійской исторіи Князя Щербатова, Начертанія Европейской исторіи Готтфрида Ахенвалла, и Политической исторіи Самуила Пуффендорфа. — Москва. Въ типографіи Компаніи Типографической съ Указнаго дозволенія, 1788 // 2-е изд. Харьковъ, 1865 // 3-е изд. Харьковъ. Типографія Губенскаго Правленія. 1888. — 170 с. (рос. дореф.)

- «Краткія правила россійскаго правописанія из разныхъ грамматикъ выбранныя и по свойству украинского диалекта для употребления малороссіанам дополненныя в Харькове». 1782, 2-е изд. 1787. (рос. дореф.)